# 樂天健康食品
乐天健康食品株式会社（韩语：／ Rosdewolpudeu jusikhoesa），前身为乐天製菓，是一家韩国国际糖果公司，总部位于韩国首尔。公司成立于1967年，目前是全球第三大口香糖生产商，工厂分布于哈萨克斯坦、巴基斯坦、比利时、印度、俄罗斯、缅甸和中国。乐天制果于2023年更名为乐天健康食品。

## 歷史

### 1940年代開始製造泡泡糖
尽管后来被认为是韩国最大的公司之一，但乐天的起源实际上可以追溯到二战后的日本。战争期间，出生于韩国的辛格浩于1941年前往东京的一所技术学院学习，时年19岁。毕业后，辛留在日本，并采用了日本名字武夫重光。到1946年，辛决定自己创业，创办了Hikara特殊化学研究所。这家公司使用战争遗留下来的剩余化学品库存生产肥皂和化妆品。
这家公司虽然规模不大，但却为辛的第一笔财富奠定了基础，在一年内，他积累了足够的资金，创办了一家专门生产口香糖的新公司。口香糖由美国士兵在战后引入，很快在渴望拥抱美国事物的日本消费者中流行起来。1948年，辛创立了樂天集團，当时只有10名员工。
乐天使用天然糖胶推出了多个口香糖品牌，包括 Orange Gum、Lotte Gum、Cowboy Gum、Mable Gum 和广受欢迎的Baseball Gum。该公司以强大的广告支持宣傳其产品，成为日本首批赞助电视节目以及擁有自己的棒球队和选美等其他活动的公司之一。20 世纪50年代中期，该公司赞助了该国的南极科考队，为该队的训练计划开发了一种口香糖。该公司随后于1956年面向消费市场推出了名为Cool Mint Gum的口香糖。
口香糖的包装上印有一只企鹅，成为下个世纪该国最著名的消费者标志之一。乐天的另一项赞助活动是电视上的乐天音乐专辑节目，这是一个贯穿70年代后期的流行音乐节目。辛将他的生产扩大到包括糖果、饼干和点心蛋糕，到1960年代初，该公司已成为日本两大糖果集团明治和森永的竞争对手。公司真正的突破出现在1960年代，进入巧克力市场。1964年，公司推出了第一款牛奶巧克力，名为Ghana，为日本人的口味改编瑞士风格的巧克力。该公司通过大规模的电视广告活动支持此次发布，将品牌牢牢定位在消费者心目中。此次推出为乐天在本世纪末成为日本第一大巧克力制造商铺平了道路。尽管乐天已在日本成功站稳脚跟，但辛并没有忘記他的韩国血统。早在1958年，乐天就在韩国开展业务，开设了一家工厂，为韩国市场生产口香糖和其他糖果以及方便面。1965年日韩邦交正常化为公司带来了新的机遇。

### 60年代增加韓國業務
然而，没过多久，辛就发现自己与当时仍处于军事独裁统治下的韩国政府发生了冲突。韩国政府当时正在增强军事实力。为了建立自己的工业防御能力，政府找到辛，要求他为这项工作做出贡献，并鼓励他也进入军事生产领域。
然而，辛可能注意到进军军火生产会给公司的糖果销售带来负面影响，因此拒绝了。此次拒绝给乐天制菓带来了一系列困难，最终在时任總統朴正熙的直接干预下得以化解。辛没有同意投资于该国的国防工作，而是同意將樂天的业务中心转移到韩国。直到1990年代，最初的乐天公司和日本市场仍然是该公司最大的糖果业务。

### 21世紀以來
在1990年代和2000年代，乐天转向国际市场寻求进一步发展。该公司在1970年代后期进行了除韩国以外的首次国际扩展。1978年，乐天在美国设立子公司，在密歇根州巴特尔克里克开设生产设施。该集团在美国的业务后来扩展到包括在芝加哥的销售办事处，以支持该集团口香糖和饼干的销售。
1990年代，乐天转向离總部较近的市场。该公司于 1989年在泰国成立了一家子公司，开始生产和分销糖果。1993年，乐天进入印度尼西亚，在雅加达设立子公司。随后成立了面向中国大陆市场的合资企业，该企业于1994年在北京建立了生产设施。1995年乐天在菲律賓马尼拉成立销售和分销子公司。一年后，该公司还在越南胡志明市增加了生产和销售业务。
持续的产品开发也为公司带来了新的成功。1996 年，该公司推出了Chocolate Zero，号称是世界上第一款无糖巧克力。次年，乐天成为日本第一家推出木糖醇口香糖的公司。由于木糖醇与其他甜味剂不同，咀嚼时不会产生酸，因此该公司得以将其口香糖作为一种抗蛀牙产品进行推广。该公司对开发基于木糖醇的产品的兴趣一直持续到 2000 年代，包括推出木糖醇家庭瓶，一种含有木糖醇作为甜味剂的饮料。2005年，该公司推出了Lotte Notime牙齿抛光口香糖。
乐天在2002年扩大了其冷冻甜点业务，与陷入困境的Snow Brand Milk Products成立了一家合资企业，随后卷入了一起牛肉标签丑闻。在這個合資企業中，乐天拥有80%的股份，并开始生产Snow品牌的冰淇淋产品。2005年，该公司扩大了在中国的业务，收购了总部位于青岛的金湖实品的控制权。此举被视为该集团成为全球主要糖果集团战略的一部分。樂天仍然由辛格浩控制，他的孩子和其他家庭成员也加入其中。在不到60年的时间里，辛将乐天从一家小型口香糖生产商打造成为世界顶级糖果集团之一。
2022年7月1日，与乐天食品株式会社合并。2023年4月1日，更名為樂天健康食品。

## 產品
乐天的许多产品销往世界各地的亚洲超市。

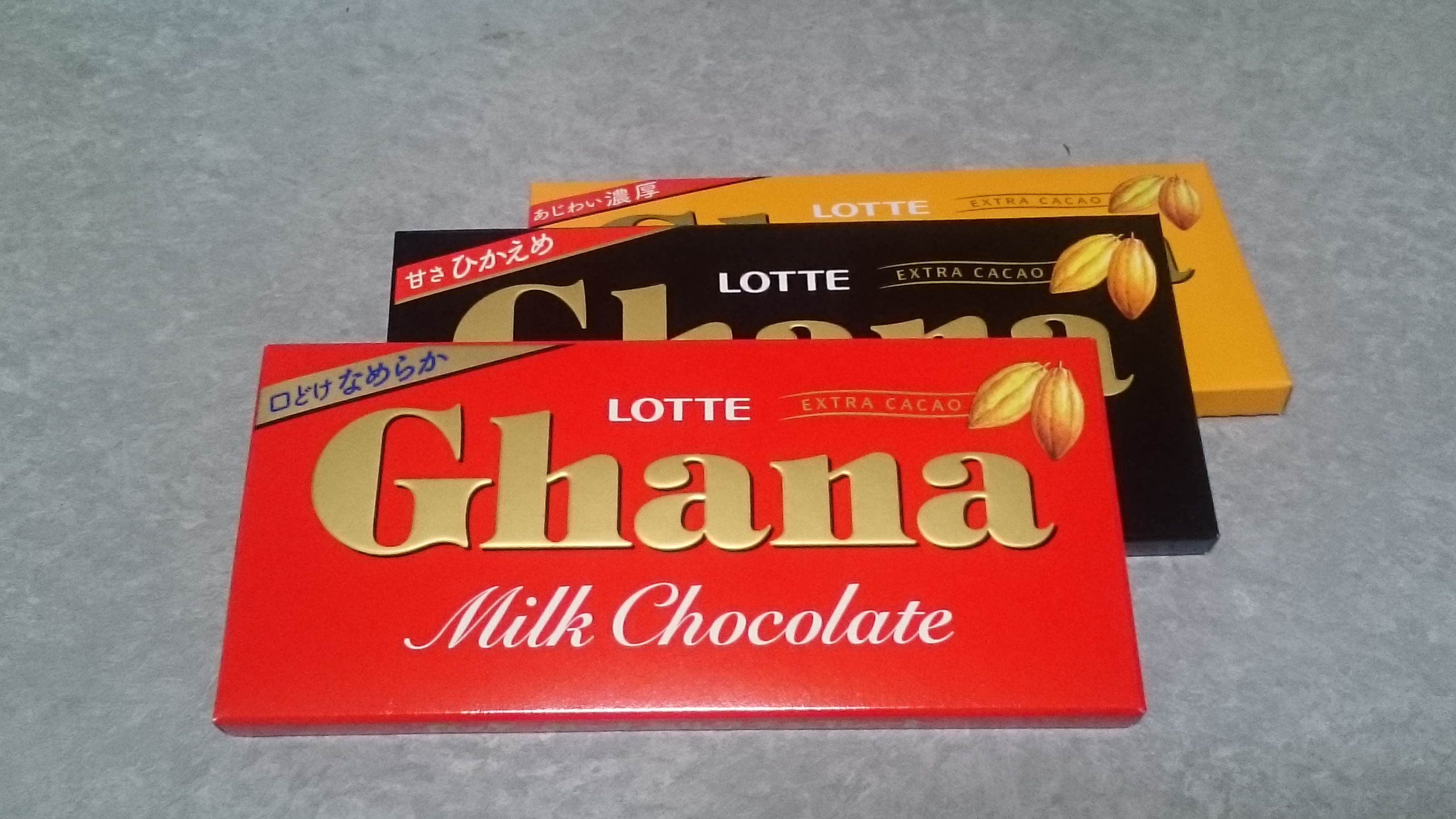
樂天加納巧克力棒

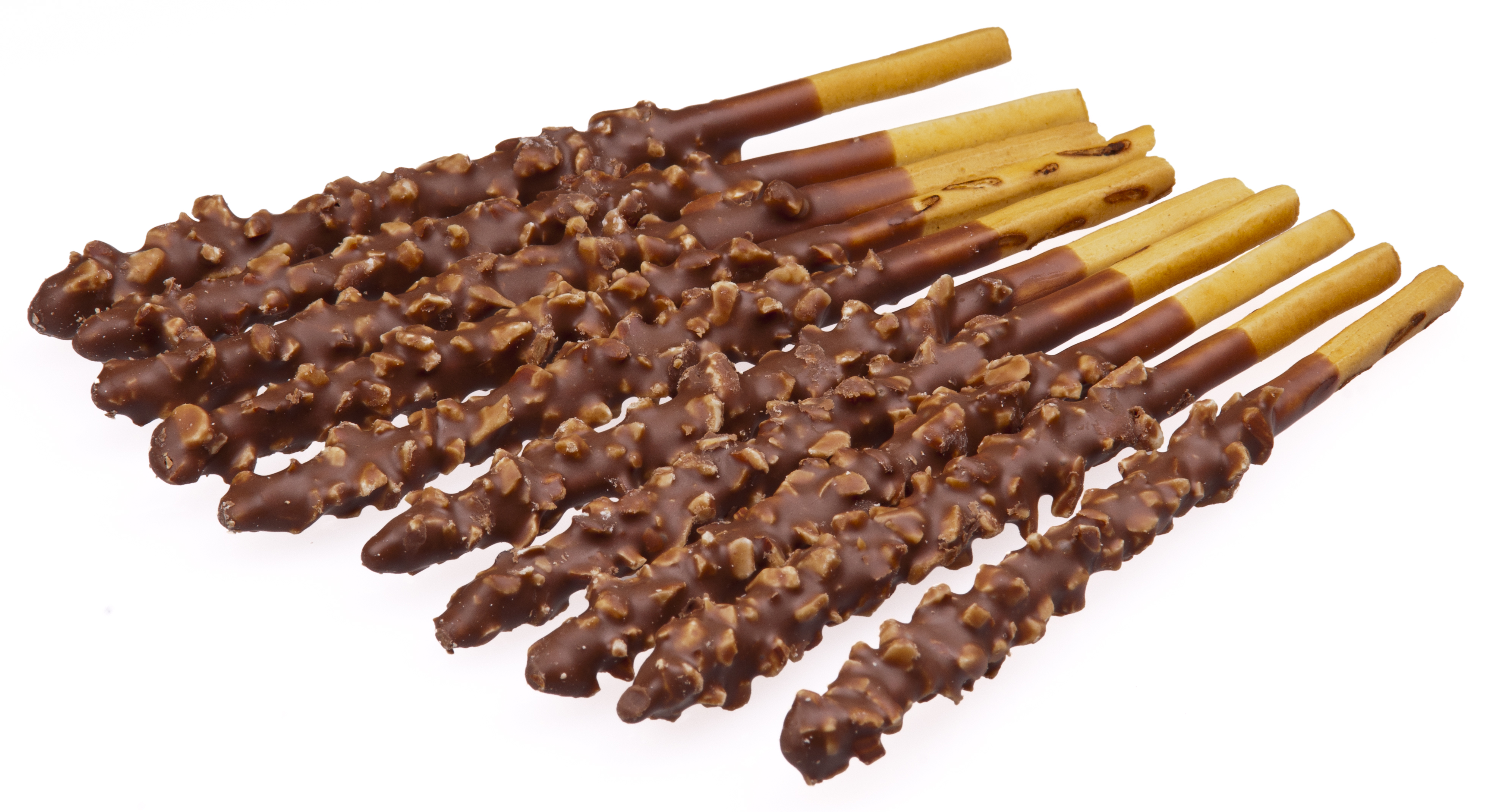
樂天佩佩羅

糖果产品线涵盖范围广泛的零食，包括口香糖、糖果、饼干和巧克力。Juicy Fresh、Spearmint 和 Freshmint口香糖以及加納巧克力。四十多年来一直深受人们喜爱，而木糖醇口香糖自推出以来就广受欢迎，因为它能够降低蛀牙的风险。
樂天製菓还生产Crunky糖果棒和Chic-Choc曲奇（一种巧克力曲奇），这是韩国最著名的品牌之一。此外，他们还生产其他烘焙小吃，包括玛格丽特饼干。乐天也因其名为Koala's March的曲奇而闻名，这是一种形状像考拉的小奶油夹心曲奇，包装在一个独特的六角形盒子中，还有佩佩羅，一款灵感来自Pocky的产品。
为扩大两家公司产品在中国的影响力，乐天与好时成立了一家合资企业。此外，在2008年，乐天还收购了一家生产巧克力的比利时公司Guylian。